# Ribes burejense
Ribes burejense là một loài thực vật có hoa trong họ Grossulariaceae. Loài này được F. Schmidt miêu tả khoa học đầu tiên năm 1868.